# Money in the Bank 2010
Money in the Bank 2010 was een professioneel worstel-pay-per-viewevenement dat georganiseerd werd door World Wrestling Entertainment (WWE). Dit evenement was de eerste editie van Money in the Bank en vond plaats in de Sprint Center in Kansas City (Missouri) op 18 juli 2010.

## Matchen
| Nr.                                                                          | Match | Winnaar(s)           |
| ---------------------------------------------------------------------------- | --- | -------------------- |
| -                                                                            | Santino Marella vs. William Regal in een een-op-eenmatch | Santino Marella      |
| 1                                                                            | The Big Show vs. Matt Hardy vs. Christian vs. Kofi Kingston vs. Cody Rhodes vs. Kane vs. Dolph Ziggler vs. Drew McIntyre in een SmackDown-Money in the Bank ladder match | Kane (nc)            |
| 2                                                                            | Alicia Fox (c) vs. Eve Torres in een een-op-eenmatch voor het WWE Divas Championship                                                                                     | Alicia Fox (c)       |
| 3                                                                            | The Hart Dynasty (c) vs. The Usos in een tag team match voor het Unified WWE Tag Team Championship                                                                       | The Hart Dynasty (c) |
| 4                                                                            | Rey Mysterio (c) vs. Jack Swagger in een een-op-eenmatch voor het WWE World Heavyweight Championship                                                                     | Rey Mysterio (c)     |
| 5                                                                            | Rey Mysterio (c) vs. Kane in een een-op-eenmatch voor het WWE World Heavyweight Championship                                                                             | Kane (nc)            |
| 6                                                                            | Layla (c) vs. Kelly Kelly in een een-op-eenmatch voor het WWE Women's Championship                                                                                       | Layla (c)            |
| 7                                                                            | Chris Jericho vs. Edge vs. Randy Orton vs. Mark Henry vs. Evan Bourne vs. Ted DiBiase vs. John Morrison vs. The Miz in een Raw-Money in the Bank ladder match            | The Miz              |
| 8                                                                            | Sheamus (c) vs. John Cena in een Steel Cage match voor het WWE Championship                                                                                              | Sheamus (c)          |
| (c) huidige kampioen voor en na de match \| (nc) nieuwe kampioen na de match | |                      |